# ザ・プリテンダー 仮面の逃亡者
『ザ・プリテンダー 仮面の逃亡者』（ザ・プリテンダー かめんのとうぼうしゃ、原題：The Pretender）は、アメリカ合衆国で放送されていたNBC製作のテレビドラマである。1996年9月19日から2000年5月13日まで、第4シーズンまでが製作・放送された。同じNBC製作のテレビドラマシリーズ『プロファイラー/犯罪心理分析官』とクロスオーバーするエピソードもあった。
日本では、第1シーズンがテレビ東京系列局で放送されていた。1997年10月11日から1998年3月21日まで、毎週土曜 22:00 - 22:54 （日本標準時）に放送。また、1998年にはM3エンターテインメントから、第1シーズン全22話を2話ずつ収録した全11巻のビデオが発売された。

## あらすじ
1963年、秘密研究所「センター」は、どんな職業・技能でもごく短時間でマスターすることができるエージェントプリテンダーを育成するため、少年・ジャロッドを社会から隔離して育て上げた。
優秀なプリテンダーとして成長したジャロッドは、記憶からも記録からも抹消された自分の過去を求めて「センター」を逃亡する。

## キャスト
括弧内の演者は、日本での第1シーズンテレビ放送時の吹き替え担当者。
ジャロッド (Jarod Russell)
演：マイケル・T・ワイス（大塚明夫） / 青年期：ライアン・メリマン（津村まこと）
パーカー (Miss Parker)
演：アンドレア・パーカー（小山茉美） / 少女期：アシュレイ・ペルドン（岡村明美）
シドニー (Dr. Sydney Green)
演：パトリック・ボーショー（糸博） / 青年期：アレックス・ウェクソ（糸博）
ブルーツ (Broots)
演：ジョン・グリース（仲野裕）
ジャロッドの母 (Margaret)
演：キム・マイヤーズ（高島雅羅）
Mr.レインズ (Mr. William Raines)
演：リチャード・マーカス（大塚周夫）
パーカーの父（議長） (Mr. Parker)
演：ハーヴ・プレスネル（富田耕生）
アンジェロ (Angelo)
演：ポール・ディロン（立木文彦）

## スタッフ
- 製作：NBCスタジオ、ミッチェル／バンシックル・プロダクションズ、MTMエンタテイメント
- 企画：スティーブン・ロング・ミッチェル、クレッグ・W・ヴァン・シックル
- エグゼクティブ・プロデューサー：スティーブン・ロング・ミッチェル、クレッグ・W・ヴァン・シックル、リック・ウォーレス
- プロデューサー：サッシャ・シュナイダー
- 脚本：ランス・ラッキー
- 美術：ロブ・ウィルソン・キング
- 音楽：ジョン・デブニー、チャールズ・シドナー

### 日本語版製作
- 製作：ムービーテレビジョン
- 総合コーディネーター：阿比留一彦
- プロデューサー（第1シーズン）：斉藤郁（テレビ東京）
- 演出：蕨南勝之
- 翻訳：たかしまちせこ
- エンディング曲：裕未瑠華「plesure」（第1話 - 第13話）、鈴里真帆「Lisa」（第13話 - 第22話）
- オープニングナレーション：小川真司、相沢正輝
- 次回予告ナレーション：梅津秀行

## エピソードリスト
| エピソード名                 | 原題                        | 日本初放送日   |
| ---------------------------- | --------------------------- | -------------- |
| 白衣に隠された真実           | pilot                       | 1997年10月11日 |
| 溺死の真相                   | Every Picture Tells a Story | 1997年10月18日 |
| 混乱のコックピット           | Flyer                       | 1997年10月25日 |
| 狙われたショーガール         | Curious Jarod               | 1997年11月1日  |
| 殺された愛人                 | The Paper Clock             | 1997年11月8日  |
| 汚職警官                     | To Serve, To Protect        | 1997年11月15日 |
| 伝染病                       | A Virus Among Us            | 1997年11月22日 |
| 死のスカイダイビング         | Mirage                      | 1997年11月29日 |
| 不倫                         | The Better Part of Valor    | 1997年12月6日  |
| ファックス爆破魔             | Potato Head Blues           | 1997年12月13日 |
| 愛のクリスマス               | Not Even a Mouse            | 1997年12月20日 |
| 無実を信じて                 | Prison Story                | 1997年12月27日 |
| 駆逐艦モンロー               | Bazooka Jarod               | 1998年1月10日  |
| 初めてのセックス             | Ranger Jarod                | 1998年1月17日  |
| 落ちぶれたニュースキャスター | Jeraldo!                    | 1998年1月24日  |
| 命の値段                     | Under the Reds              | 1998年1月31日  |
| 鍵                           | Keys                        | 1998年2月14日  |
| 友情                         | Unhappy Landings            | 1998年2月21日  |
| 暗殺者                       | Jarod's Honor               | 1998年2月28日  |
| SL27の謎                     | Baby Love                   | 1998年3月7日   |
| 逃亡の果て 前編              | The Dragon House (1)        | 1998年3月14日  |
| 逃亡の果て 後編              | The Dragon House (2)        | 1998年3月21日  |